# Trehörnesjön (Mo socken, Bohuslän)
Trehörnesjön är en sjö i Munkedals kommun och Tanums kommun i Bohuslän och ingår i Enningdalsälvens huvudavrinningsområde. Sjön är 13,7 meter djup, har en yta på 0,0698 kvadratkilometer och befinner sig 152,9 meter över havet. Sjön avvattnas av vattendraget Liverödälven.

## Delavrinningsområde
Trehörnesjön ingår i det delavrinningsområde (651944-125753) som SMHI kallar för Mynnar i Enningdalsälven. Medelhöjden är 146 meter över havet och ytan är 27,65 kvadratkilometer. Det finns inga avrinningsområden uppströms utan avrinningsområdet är högsta punkten. Liverödälven som avvattnar avrinningsområdet har biflödesordning 2, vilket innebär att vattnet flödar genom totalt 2 vattendrag innan det når havet efter 30 kilometer. Avrinningsområdet består mestadels av skog (77 %). Avrinningsområdet har 0,68 kvadratkilometer vattenytor vilket ger det en sjöprocent på 2,4 %.